# Heresy
Heresy (engl. Häresie) war eine englische Hardcore-Band. Sie gehört neben Napalm Death und Extreme Noise Terror zu den Vorreitern der britischen Grindcore-Szene.

## Bandgeschichte
Gegründet wurde die Band 1983 von Timothy Garner (Bass), Malcolm „Reevsey“ Reeves (Gesang, Gitarre) und seinem Cousin Steve Charlesworth (Schlagzeug) in Nottingham unter dem Namen Plasmid. Nach der Veröffentlichung eines Demos wurde Garner durch Kalv Piper ersetzt, die Band benannte sich in Heresy um und änderte ihren Stil hin zu extrem schnellen Hardcore Punk nach dem Vorbild der US-Amerikaner Siege. Im September 1985 spielte das Trio in Nottingham sechs Titel ein, die als EP Never Healed in einer Auflage von 3.000 Stück bei dem DIY-Plattenlabel von Reevsey und Digby Pearson erschien. Auf die EP wurde das Wort Earache gedruckt (engl.: Ohrenschmerz), was wenig später der Name von Pearsons Plattenlabel wurde: Earache Records. Wie andere Hardcore-Bands trat Heresy im Birminghamer Club Mermaid auf und es entwickelte sich zwischen Steve Charlesworth und Mick Harris von Napalm Death eine freundschaftliche Rivalität, indem sie versuchten, einander in der Geschwindigkeit ihres Schlagzeugspiels zu übertreffen. Digby Pearson hatte zwischenzeitlich offiziell Earache Records gegründet und bot Heresy Anfang 1986 einen Vertrag für eine Split-LP mit den Anarcho-Punks Concrete Sox an. Die ersten Aufnahmen fanden im Mai 1986 im Birminghamer Rich Bitch Studio statt.
Wenig später wurde John March Sänger der Gruppe. In dieser Besetzung ging Heresy im Herbst 1986 als Vorband von SNFU auf Tournee durch Deutschland. Nach einer weiteren Tour mit Government Issue durch die Niederlande und Belgien kehrte die Gruppe nach England zurück und John March nahm den Gesang für die Split-LP noch einmal auf. Kurz vor deren Erscheinen Anfang 1987 verließ Gründungsmitglied Reevsey die Band und wurde durch Mitch Dickinson von Unseen Terror ersetzt. In dieser Besetzung spielte Heresy die erste Peel-Session und nahm für Limited Edition Records eine auf 700 Stück limitierte EP auf, die binnen weniger Wochen ausverkauft war. Dickinson verließ im Herbst 1987 Heresy aus persönlichen Gründen und wurde durch Steven „Baz“ Ballam ersetzt. In dieser Besetzung folgte eine Europa-Tour als Vorband von Chumbawamba. Nachdem sich Heresy Mitte 1987 von ihrem Label Earache getrennt hatte, veröffentlichte die Gruppe ihre Tonträger bei dem von Sänger John March und Bassist Kalv Piper gegründeten DIY-Label In Your Face. Im Januar 1988 nahm Heresy das Album Face Up to It auf, das Platz 13 der UK Indie Charts erreichte. Trotz dieses Erfolges zeigte sich die Gruppe so unzufrieden mit dem Sound des Albums, dass sie sich ab April 1988 eine Auszeit nahm. Im Oktober folgten mehrere Auftritte, bevor Ballam ankündigte, Heresy verlassen zu wollen. Der letzte Live-Auftritt der Band fand am 14. Dezember 1988 in Leeds statt. Trotz der offiziellen Auflösung nahm die Gruppe Ende Dezember eine EP auf, die im Februar 1989 unter dem Titel Whose Generation? erschien. Heresy spielte ebenfalls Anfang 1989 eine dritte Session in der Sendung des britischen Radiomoderators John Peel, die wenig später als Kompilation 13 Rocking Anthems erschien.

## Diskografie
- 1985: Never Healed (EP, Earache Records)
- 1987: Concrete Sox/Heresy (Split-Album, Earache Records)
- 1987: Thanks! (EP, Limited Edition Records)
- 1988: Face Up To It! (In Your Face)
- 1989: Whose Generation? (EP, In Your Face)
- 1989: 13 Rocking Anthems (In Your Face)